# Аугсбургер Штрассе (станция метро)
«Аугсбургер Штрассе» (нем. Augsburger Straße) — станция Берлинского метрополитена. Расположена на линии U3, между станциями «Виттенбергплац» (нем. Wittenbergplatz) и «Шпихернштрассе» (нем. Spichernstraße). Расстояние до станции «Шпихернштрассе» — 491 м, до «Виттенбергплац» — 615 метров. Станция расположена на пересечении улиц Аугсбургер Штрассе и Нюрнбергер Штрассе (нем. Nürnberger Straße).

## История
Станция открыта 8 мая 1961 года на действующем участке линии U3 и расположена неподалёку от закрытой ныне станции «Нюрнбергер Плац» (нем. Nürnberger Platz). Станция сооружалась на действующем участке линии без остановки движения. Находится в берлинском районе Шарлоттенбург-Вильмерсдорф.

## Архитектура и оформление
Станция мелкого заложения с двумя береговыми платформами. Стены на платформах облицованы оранжевым кафелем, между путями расположен ряд стальных колонн.